# Мнишин
Мни́шин — село в Україні у складі Бабинської громади Рівненського району Рівненської області; населення — 549 осіб.

## Історія
Село Мнишин згадується 25 травня 1569 року в універсалі короля Сігізмунда про приєднання Волинської землі до Корони Польської як власність Івана Кирдея Мнишинського при якому було 22 господарства з яких сплачувалось подимне. В актах Луцького замку від 6 липня 1562 року є скарга дорогобужського урядника князя Констянтина Острозького про підтоплення паном Іваном Кирдевичем Мнишинським сінокосів в селі Горбаків а від 6 січня 1563 року скарга князя Констянтина Острозького про пограбування та нанесення важких ран його слугам—циганам в селі Мнишин коблинськими боярами пана Яна Монтовта. 14 травня 1566 року Іван Кирдей Мнишинський скаржиться на князя Констянтина Острозького про те що його селяни зруйнували греблю та затопили сіножаті, поорали поля, вирубали дерева і зруйнували межові знаки. Пізніше селом володіли князі Соломирецькі які надали його василіянам Гощанським після знищення яких в 1832 році землі перейшли до державної скарбниці.
Дерев'яна Церква Покрови Пресвятої Богородиці зведена 1876 року на кошти парафіян яких тоді було 660. Метричні книги велись з 1826 року. Церковно-парафіяльна школа відкрита 10 вересня 1884 року.
У 1906 році село Бугринської волості Острозького повіту Волинської губернії. Відстань від повітового міста 37 верст, від волості 12. Дворів 137, мешканців 879.
У 1962 році на мисах високого лівого берега ріки Горинь, в урочищі «Поле за Липами», виявлене поселення городоцько-здовбицької культури шнурової кераміки.

## Відомі люди

### Народилися
- Володимир Черняк — народний депутат України
- Софроній (Дмитрук) — митрополит Черкаський УПЦ МП[4]
- Надія Ярмолюк — українська поетеса